# Kleiner Zschirnstein
Kleiner Zschirnstein je stolová hora ohraničená výraznými skalními stěnami, která dosahuje nadmořské výšky 473 m. Nachází se v Saském Švýcarsku nad vsí Kleingießhübel. Přibližně 1 km jižně od ní se nachází další stolová hora Großer Zschirnstein, spolu s kterou vytváří skupinu Zschirnsteine. Nachází se na území Chráněné krajinné oblasti Saské Švýcarsko.

## Galerie

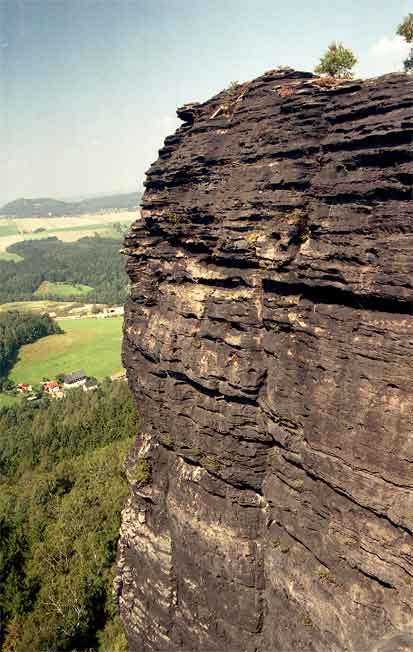
Skalní stěna na západním úbočí Kleiner Zschirnsteinu
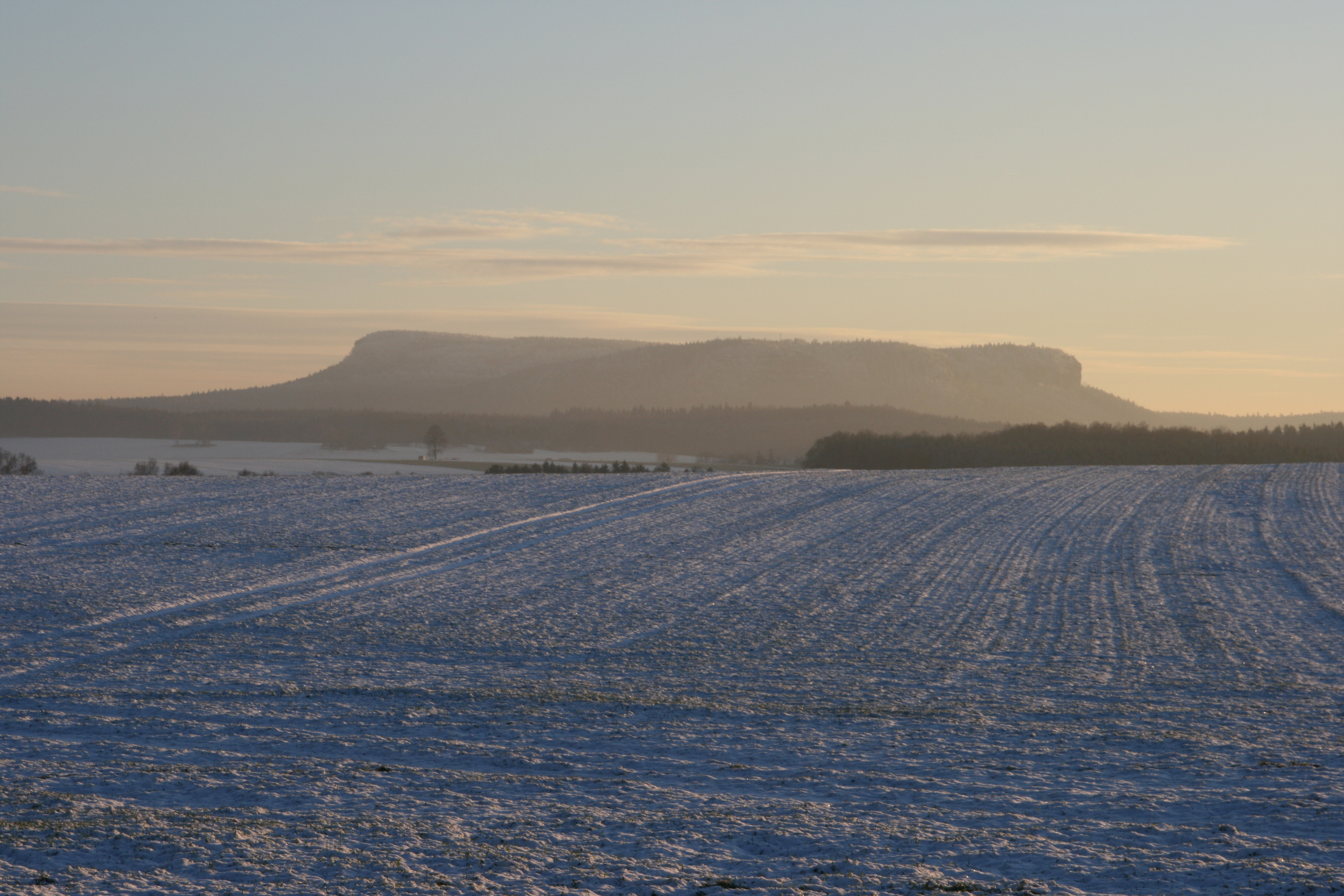
Zschirnsteine, pohled od Ostrau